# Chiesa di Nostra Signora di Cabu Abbas
La chiesa di Nostra Signora di Cabu Abbas è una chiesa campestre situata in territorio di Torralba, centro abitato della Sardegna nord-occidentale. Consacrata al culto cattolico, fa parte della parrocchia di San Pietro, arcidiocesi di Sassari.
La chiesa, ubicata a circa cinque chilometri dall'abitato, sorge sopra un pianoro prospiciente la valle dei Nuraghi, in direzione del complesso nuragico di Santu Antine che si scorge in lontananza. Venne edificata in  forme romaniche  in due diverse fasi tra il XII e il XIII secolo e realizzata con blocchi calcarei ben squadrati di media pezzatura e inserti di conci scuri in trachite.
L'edificio presenta una facciata segnata da quattro lesene e ornata da archetti trilobati; il portale, semplice, è architravato e sormontato da un arco di scarico; al di sopra, nel timpano, è presente una scultura antropomorfa. L'interno, a navata unica, è scandito da quattro archi a sesto acuto e non sono presenti cappelle laterali;  la copertura, eseguita secondo un modello in uso nella zona, è a volte in pietra trachitica.

## Galleria d'immagini

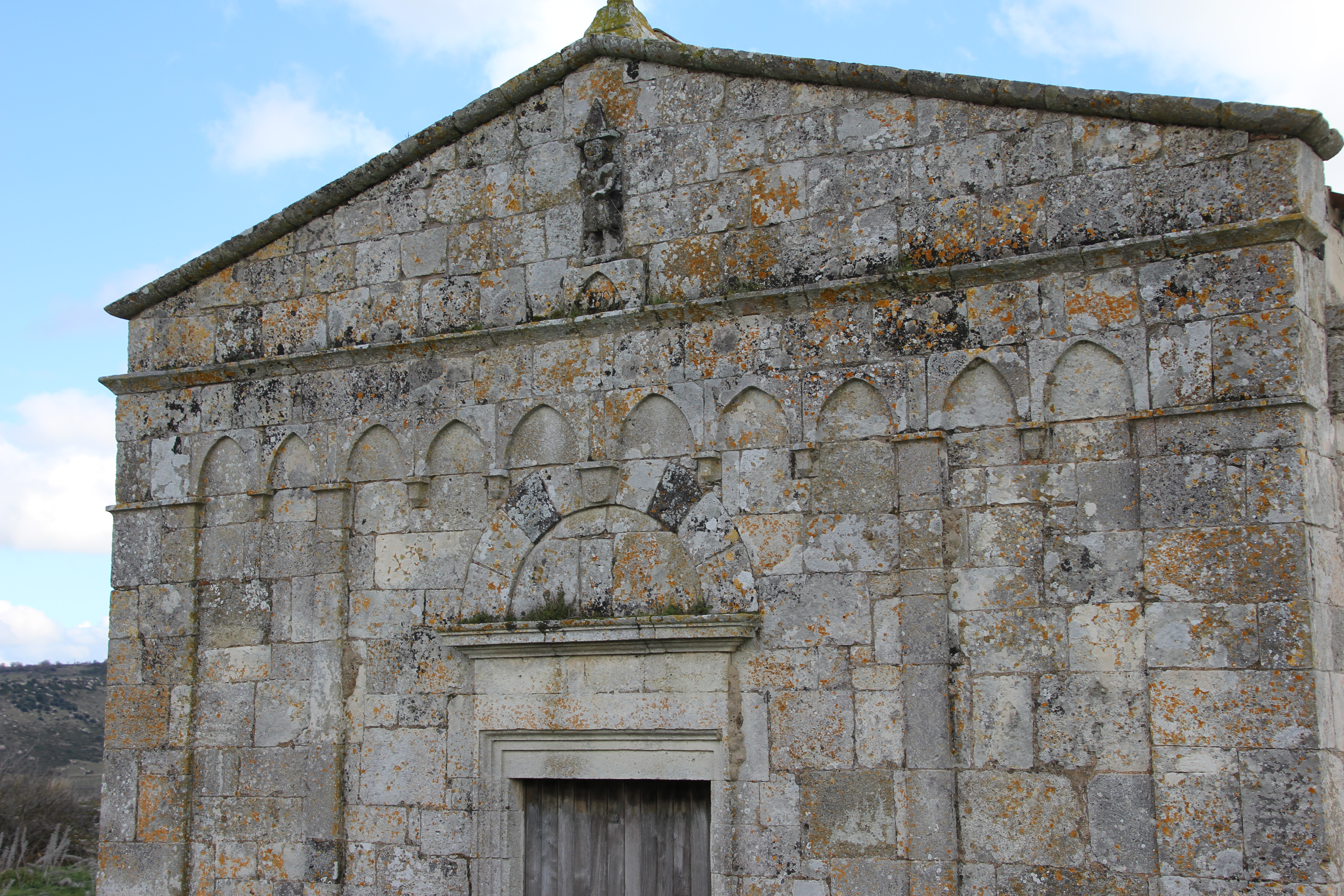
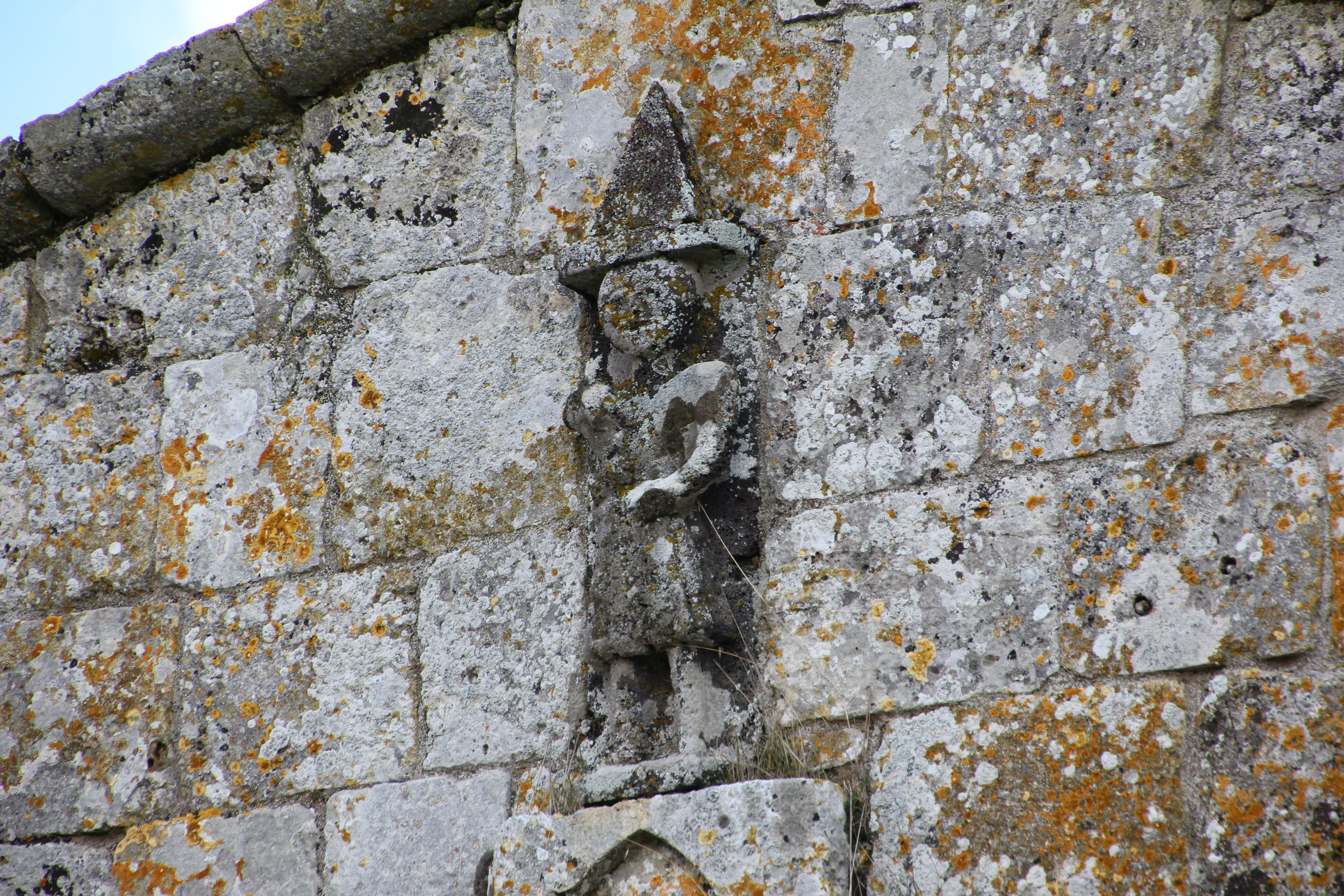
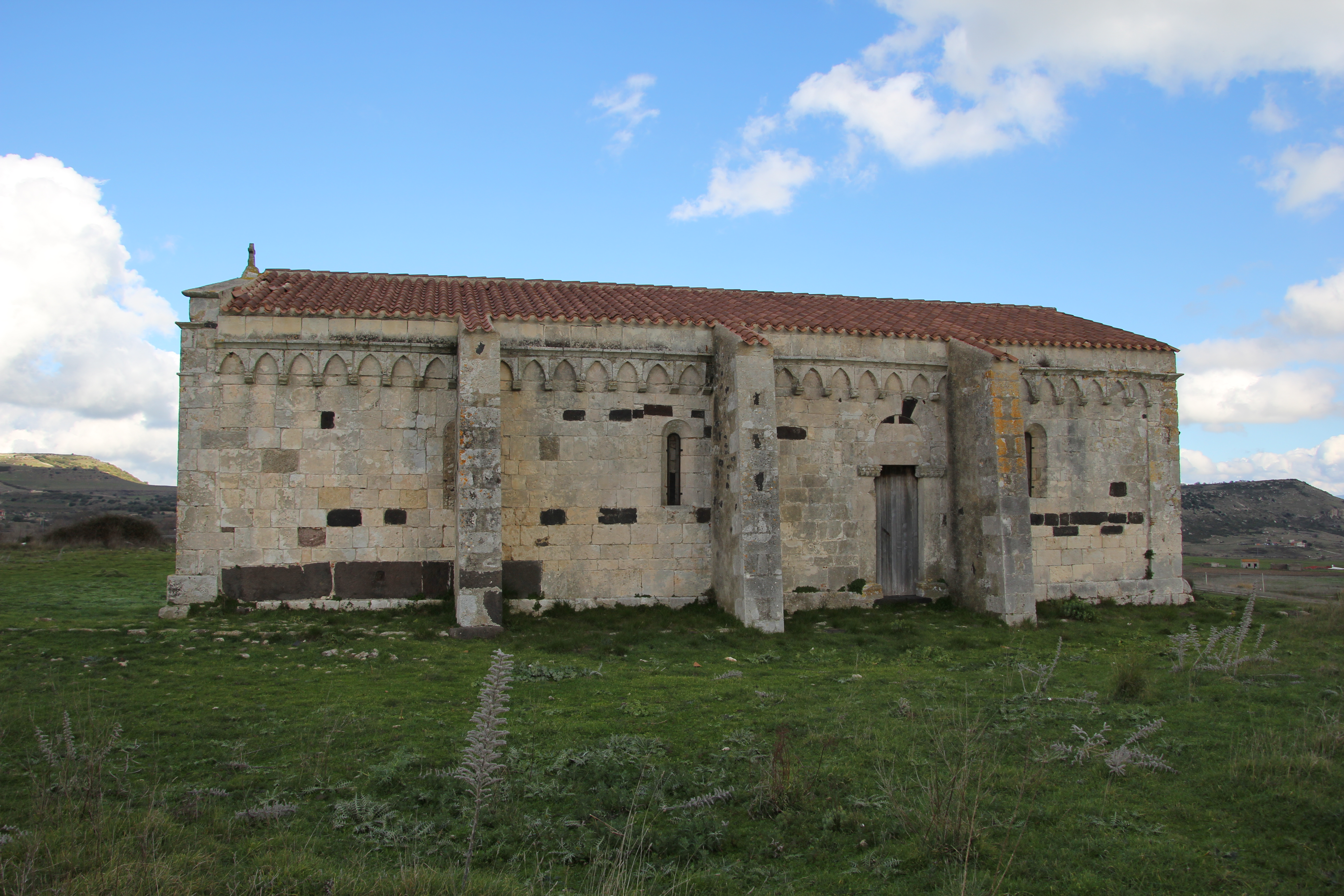
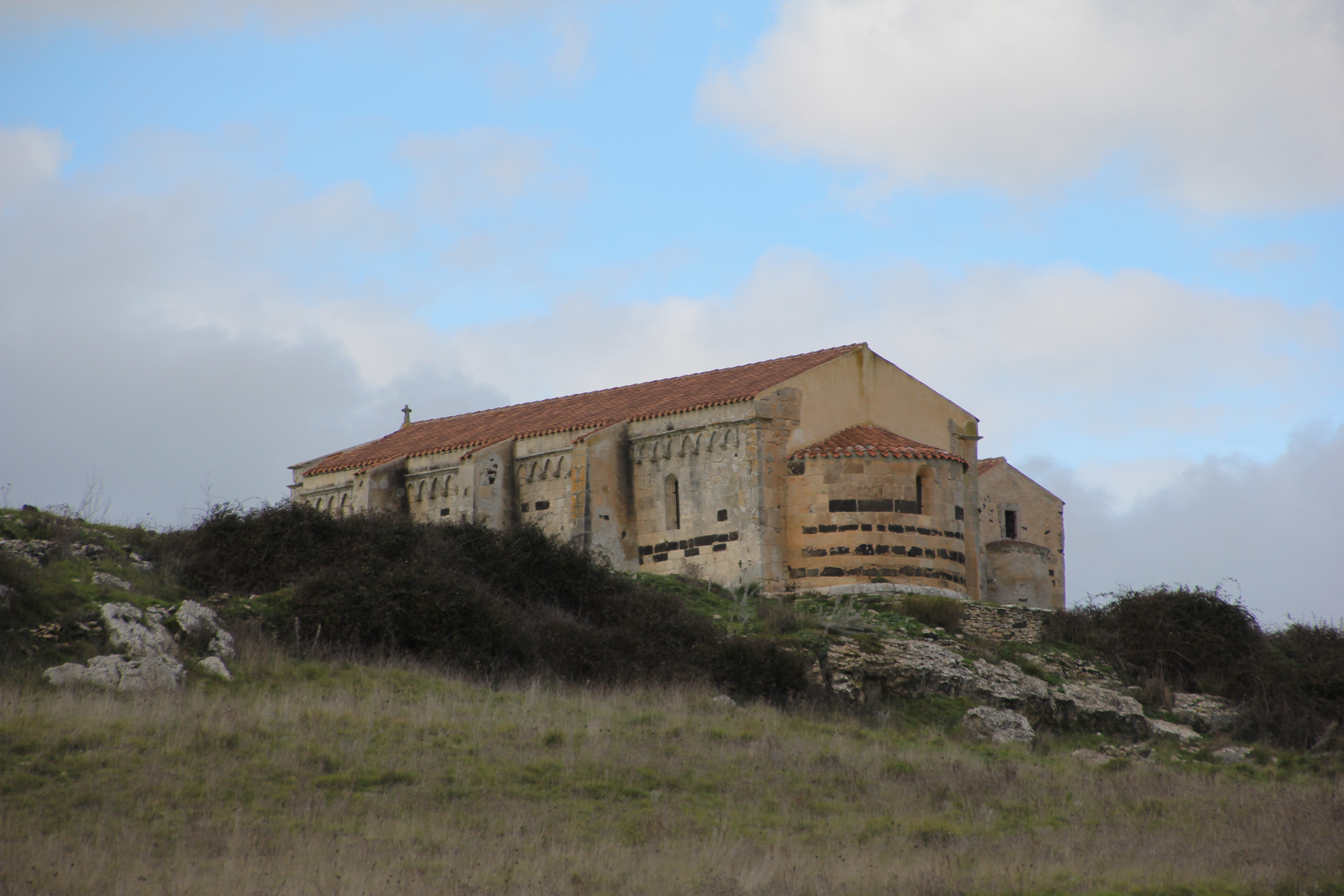